# Jeremy Kemp
Jeremy Kemp (Chesterfield, 1935. január 3. – London, 2019. július 19.) angol színész.

## Fontosabb filmjei
- Z Cars (1962–1978, tv-sorozat, 35 epizódban)
- Dr. Terror rémséges háza (Dr. Terror's House of Horrors) (1965)
- A Crossbow akció (Operation Crossbow) (1965)
- Az óriás árnyéka (Cast a Giant Shadow) (1966)
- A kék Max (The Blue Max) (1966)
- Assignment K (1968)
- The Strange Affair (1968)
- A Twist of Sand (1968)
- Darling Lili (1970)
- A szemtanú (Eyewitness) (1970)
- The Games (1970)
- Johanna nőpápa (Pope Joan) (1972)
- The Blockhouse (1973)
- A belstoni fővadász (he Belstone Fox) (1973)
- Alfa holdbázis (Space: 1999) (1975, tv-sorozat, egy epizódban)
- Labbra di lurido blu (1975)
- A hétszázalékos megoldás (The Seven-Per-Cent Solution) (1976)
- The Rhinemann Exchange (1977, tv-film)
- A híd túl messze van (A Bridge Too Far) (1977)
- East of Elephant Rock (1978)
- Leopard in the Snow (1978)
- Karavánok (Caravans) (1978)
- Királyi zűr (The Prisoner of Zenda) (1979)
- The Treasure Seekers (1979)
- A katona hazatér (The Return of the Soldier) (1982)
- Az operaház fantomja (The Phantom of the Opera) (1983, tv-film)
- Forrongó világ (The Winds of War) (1983, tv-film)
- Különleges küldetés (Uncommon Valor) (1983)
- Top Secret (Top Secret!) (1984)
- Nagy Péter (Peter the Great) (1986, tv-film)
- A sas felszáll (War and Remembrance) (1988, tv-film)
- When the Whales Came (1989)
- Star Trek: Az új nemzedék (Star Trek: The Next Generation) (1990, tv-sorozat, egy epizódban)
- Prisoner of Honor (1991, tv-film)
- Négy esküvő és egy temetés (Four Weddings and a Funeral) (1994)
- Angyalok és rovarok (Angels & Insects) (1995)